# Sammar Ishaq
Sammar Ishaq (ur. 1 stycznia 1986 w Fajsalabadzie) – pakistański piłkarz występujący na pozycji obrońcy. Zawodnik klubu KRL.

## Kariera klubowa
Ishaq karierę rozpoczynał w 2005 roku w drugoligowym Panther Club. W 2007 roku przeszedł do zespołu KRL z Pakistan Premier League. Od tego czasu zdobył z nim 2 mistrzostwa Pakistanu (2009, 2011) oraz 4 Puchary Pakistanu (2009, 2010, 2011, 2012). W 2009 roku został uznany Piłkarzem Sezonu 2008/2009 Pakistan Premier League.

## Kariera reprezentacyjna
W reprezentacji Pakistanu Ishaq zadebiutował w 2006 roku. 7 czerwca 2008 roku w przegranym 1:4 towarzyskim meczu z Nepalem strzelił pierwszego gola w drużynie narodowej.